# Marcin Jahr
Marcin Jahr (Nacido el 25 de marzo de 1969 en Bydgoszcz, Polonia) es un percusionista de jazz. Estudió percusión en la academia musical de Katowice, Polonia. Concluyó sus estudios en 1992. Tras ello tomó parte en concursos del Jazz Juniors Festival de Cracovia, ganando varios premios y distinciones. Desde los comienzos de su carrera musical en 1985 ha tomado parte en festivales en Polonia como el Jazz Jamboree de Varsovia, el Jazz on the Odra en Breslavia, y el festival de Jazz de Poznań. También toco en festivales fuera de Polonia, como el Pori Jazz Festival’ 88 con la Wiesław Pieregorólka Big Band y en el Istambul Festiwal’ 93 con la ensamble Turco-Polaca. Todos los años desde 1991 enseña percusió en el taller de Jazz de Puławy, en Polonia, y también impartió clases en el Jazz Workshop de Leichlingen, Alemania (1992, 1994). Marcin Jahr ha tocado o cooperado con muchos músicos, como Tomasz Stańko y Piotr Wojtasik, el guitarrista Garrison Fewell, los saxofonistas Jan "Ptaszyn" Wróblewski, Janusz Muniak, Zbigniew Namysłowski, Adam Wendt, la banda "New Presentation" con la vocalista Lora Szafran, el vibrafonista Volker Greeve, el bajista Ed Schuller y muchos otros. 
Marcin Jahr es miembro de la banda "Funky Groove" (cuyo CD "Go To Chechua Mountain" fue distinguido como la mejor grabación de jazz electrónico de 2003 Best por la publicación "Gitara & Bas Magazine" por votación de los lectores. 
El CD grabado con Piotr Wojtasik titulado "Lonely Town" y lanzado por Power Bros. fue elegido como Grabación del año 1995 por el "Jazz Forum Magazine". Actualmente coopera con casi todos los músicos de jazz polaco, en especial con el saxofonista Jan "Ptaszyn" Wróblewski. Entre 2004 y 2008 enseñó percusión en el departamento de Jazz de la Universidad de Zielona Góra.

## Discografía seleccionada
- Jacek Niedziela - "Wooden Soul" (Polonia Records CD 025)
- Piotr Wojtasik - "Lonely Town (Power Bros. PB 00137)
- Karol Szymanowski - "Sześćsił" (Polonia Records CD 060)
- Krzysztof Herdzin - "Chopin" (Polonia Records CD 056)
- Leszek Kułakowski - "Interwały" (Polonia Records CD 072)
- "The Other Side of Polonia Records" (Polonia Records CD 064)
- Jacek Niedziela/Wojciech Niedziela - "Jazzowe Poetycje" (KOCH Int. 33863-2)
- Funky Groove - "Funky Groove" (Polygram Polska - Mercury 536 043-2)
- Ewa Bem "Bright Ella’s Memorial" (KOCH International 33957-2)
- Jan "Ptaszyn" Wróblewski  - "Henryk Wars Songs - En directo en Tarnów" (CD Sound Int. CDSCD 103)
- Krzysztof Herdzin - "Being Confused" (CD Sound Int. CDSCD 106)
- Jacek Niedziela - "Sceny z Macondo" (CD Sound Int. CDSCD 108)
- Brandon Furman – "A Bard’s Tale" (Polonia Records CD 185)
- Leszek Kułakowski "Katharsis" (Not Two Records MW 708-2)
- Wojciech Niedziela - "To Kiss the Ivorys" (Polonia Records CD 229)
- Leszek Kułakowski - "Eurofonia" (Not Two Records MW 717-2)
- Wojciech Majewski "Grechuta" (Sony Jazz) (2001)
- Funky Groove "Go to Chechua Mountain" (GRAMI 2002)
- 0-58  - "Tryby" (0-58records 001)
- Jan "Ptaszyn" Wróblewski Quartet – "Real Jazz" (BCD CDN 10/PRK CD 0068)
- Bisquit - "Inny smak" (Kayax)
- Jan "Ptaszyn" Wróblewski Quartet – "Supercalifragilistic" (BCD CDN 14)
- Kasia Stankowska - "Passions" (OLPRESS 01)
- Adam Wendt Power Set (Adam Wendt/Boogie Production 5904003980961)
- Adam Wendt Power Set – "Big Beat Jazz" (2011)
- Magda Piskorczyk – "Afro Groove" (Artgraff 2011)
- Julia Sawicka Project – "Fields of Soul" (2012)
- Andrzej Chochół – "It's Great Again" (Fonografika 2013)
- Jan "Ptaszyn" Wróblewski Sextet – Moi pierwsi mistrzowie – Komeda / Trzaskowiski / Kurylewicz (2014)
- Julia Sawicka Project – Kolędy (2014)
- Teatr Tworzenia - Katharsis (A Small Victory) (2017)
- Michał Sołtan – Malogranie (2017)
- Jan „Ptaszyn” Wróblewski Sextet – Komeda - Moja słodka europejska ojczyzna, Polish Jazz vol.80 (2018)
- Adam Wendt & Friends – Rhythm & Jazz (2018)
- Teatr Tworzenia – Living After Life (2019)
- Krzysia Górniak – Memories (2020)
- Jacek Niedziela-Meira – Partyturism (2020)
- Jan „Ptaszyn” Wróblewski – Studio Jazzowe PR 1969-1978 (5CD, 2020)
- Bernard Maseli Septet – Good Vibes of Milian (2021)
- Andrzej Dąbrowski & All Stars – Live (2022)
- Buczkowski / Troczewski / Wrombel / Jahr – The Other Sound (2022)
- Nika Lubowicz & All Stars – Nika Sings Ella (2022)
- Jan „Ptaszyn” Wróblewski Quartet – On The Road vol. 1 (2022)
- Krzysia Górniak & Rui Teles – Astrolabe (2022)